# 阿夫頓鎮區 (愛荷華州霍華德縣)
阿夫頓鎮區（英語：Afton Township）是位於美國愛荷華州霍華德縣的一個行政鎮區。

## 地方資料
根據2010年美國人口普查的數據，阿夫頓鎮區的面積為130.76平方千米，當中陸地面積為130.53平方千米，而水域面積為0.23平方千米。當地共有人口879人，而人口密度為每平方千米6.72人。